# Выходные в Калифорнии
«Выходные в Калифорнии» (англ. Spinout) — музыкальный фильм-комедия 1966 года с участием Элвиса Пресли, Шелли Фабаре и Доди Маршалл, снятый режиссёром Норманом Таурогом на киностудии Metro Goldwyn Mayer. Премьера фильма состоялась 23 ноября 1966 года.
Фильм на протяжении многих лет был известен, как один из худших фильмов Пресли, но недавно[когда?] картине присудили[кто?] статус «пародии» на жанр молодёжного фильма, и это дало фильму новую зрительскую оценку. Однако, не существует каких-либо фактов, свидетельствующих о том, что изначально фильм снимался в жанре пародии. Теория об этом получила своё развитие с премьерным выпуском фильма на DVD.

## Сюжет
Миллионер Говард Фоксхью хочет, чтобы певец и автогонщик Майк МакКой спел на Дне рождения его дочери Синтии, а также использовал его новый гоночный автомобиль в приближающихся соревнованиях по автогонкам. Но, неожиданно для себя, Майк вызывает симпатии сразу трёх женщин, страстно жаждущих выйти за него замуж: дочь миллионера Синтия, писательница Диана и барабанщица его же музыкальной группы по имени Лес.

## В ролях
- Элвис Пресли — Майк МакКой
- Шелли Фабаре — Синтия Фоксхью
- Дайан МакБейн — Диана Сент-Клэр
- Доди Маршалл — Сьюзан
- Дебора Уолли — Лес
- Джек Муллани — Кёрли
- Уилл Хатчинс — Лейтенант Трэйси Ричардс
- Уоррен Берлинджер — Филипп Шорт
- Джимми Хоукинс — Ларри
- Карл Бетц — Говард Фоксхью
- Сесил Келлауэй — Бернард Рэнли
- Уна Меркел — Виолетта Рэнли
- Фредерик Уорлок — Блоджетт
- Дэйв Бэрри — Гарри
- Дианна Ланд — рыжеволосая красавица (в титрах не указана)

## Производство
Съёмки фильма начались в феврале 1966 года и продолжались в течение 8 недель.
Рабочие названиями фильма; «Денди Джим», «После полуночи», «Всегда в полночь», "Никогда не говори «Да», «Никогда не говори номер».
В этом фильме музыкант первый и последний раз записал песню Боба Дилана — «Tomorrow Is A Long Time», но в фильм она так и не вошла.

## Прокат
Премьера фильма состоялась в Театре Малко в Мемфисе 13 сентября 1966 года.
Компания «Metro-Goldwyn-Mayer» представила выпуск специальной праздничной программой, посвящённой десятилетию со дня появления Элвиса Пресли на киноэкране.
Даты премьер
Даты приведены в соответствии с данными kinopoisk.ru.
- США — 17 октября 1966
- Великобритания — 21 октября 1966
- США — 23 ноября 1966
- Финляндия — 5 ноября 1966
- Швеция — 5 декабря 1966
- Дания — 26 декабря 1966
- Германия — 9 июня 1967

## Слоган фильма
«…singing! …chasing! …racing …romancing! …swinging!»

## Рецензии наDVD
- Рецензия Джеффа Ресадо на сайте на сайте digitallyobsessed.com, 4 августа, 2004. (англ.)
- Рецензия Билла Тридвея DVD Verdict, 3 августа, 2004. (англ.)
- Рецензия (недоступная ссылка) Стюарта Гэлбрейта IV на сайте DVD Talk, 16 июля, 2004. (англ.)
- Рецензия Бетси Боздеш на сайте The DVD Journal. (англ.)